# Вьетнамский синдром

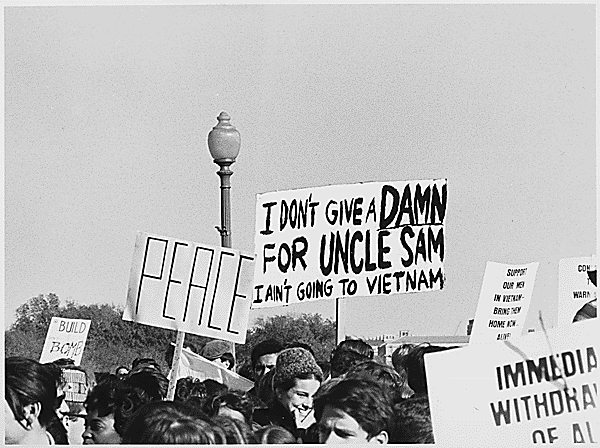
Общественное достояние — Протест против войны во Вьетнаме Фрэнка Вулфа, 21 октября 1967 г.

Вьетна́мский синдро́м — термин, используемый для описания общественного недовольства, скептицизма и осторожности по отношению к военным интервенциям США, возникших в результате войны во Вьетнаме (1955–1975). Война стала не только военным поражением Соединённых Штатов, но и вызвала серьёзный внутренний социальный и политический кризис. Понятие охватывает широкий спектр последствий, включая изменение подхода к внешней политике, трансформацию общественного мнения, а также психологические и экономические аспекты. Вьетнамский синдром стал символом неудачи военной кампании, приведшей к значительным потерям среди американских военнослужащих и многочисленным жертвам среди гражданского населения Вьетнама Термин также отражает последствия войны в культурной и медийной сферах, включая рост антивоенных настроений, снижение доверия к правительству и военным институтам, а также формирование более критического отношения к интервенционизму.В последующие десятилетия вьетнамский синдром оказывал заметное влияние на восприятие и обсуждение внешнеполитических инициатив США, особенно в контексте военных конфликтов, таких как войны в Персидском заливе, Ираке и Афганистане. Он остаётся актуальным в дискуссиях о роли Соединённых Штатов в международных делах и пределах допустимого вмешательства в конфликты за рубежом.

## Исторический контекст
Вьетнамская война (1955—1975) стала затяжным и кровопролитным конфликтом, повлекшим за собой огромные человеческие потери, масштабные разрушения и серьёзные социальные разногласия внутри США. По мере затягивания войны её непопулярность в американском обществе продолжала расти. Особенно это стало заметно, когда средства массовой информации начали регулярно показывать кадры с места боевых действий и рассказывать о многочисленных жертвах среди мирного населения. Одними из ключевых событий, усиливших антивоенные настроения, стали Тетское наступление в 1968 году и резня в деревне Милай в том же году. Эти эпизоды серьёзно пошатнули доверие американцев к правительству и вызвали глубокий общественный резонанс. Всё больше людей начинали сомневаться в необходимости и оправданности участия США в этом конфликте. Окончание войны в 1975 году, ознаменованное падением Сайгона, оставило в американском обществе чувство поражения, разочарования и утраты. Психологические последствия оказались значительными — многие ветераны вернулись домой с травмами, как физическими, так и ментальными, а общество в целом стало гораздо более осторожным в отношении участия в зарубежных военных действиях. Именно на этом фоне возникло то, что позже получило название «Вьетнамский синдром». Этот термин описывает устойчивое нежелание вмешиваться в военные конфликты без чётко определённых целей, понимания потенциальных последствий и широкой общественной поддержки. Он стал важной частью политического и культурного контекста США в последующие десятилетия и оказывал влияние на восприятие новых военных кампаний.

## Политические последствия
Вьетнамский синдром оказал заметное влияние на внешнюю политику США во второй половине XX века. После окончания войны во Вьетнаме американские политики и военные всё чаще проявляли осторожность при принятии решений о военных вмешательствах, особенно в случаях, которые могли напоминать этот конфликт. Подобные настроения были особенно заметны в 1980-х годах, когда администрация Рональда Рейгана испытывала трудности с обоснованием операций в Гренаде и Ливане. Со временем термин стал использоваться шире, отражая общественные и политические дебаты вокруг военного интервенционизма и пределов применения американской силы. Он подчёркивал противоречие между стремлением продемонстрировать военное превосходство и необходимостью учитывать уроки, извлечённые из вьетнамского опыта. Это способствовало формированию более осторожного подхода к внешнеполитическим и военным действиям США в ряде последующих случаев.

## Социальные и культурные последствия
Война во Вьетнаме значительно подорвала доверие общественности к правительству США. По мере развития войны откровения об истинной природе конфликта, включая несоответствие между официальными заявлениями правительства и реалиями на местах, привели к широкому распространению скептицизма. Такие события, как публикация документов Пентагона в 1971 году, показали, что правительство вводило общественность в заблуждение относительно хода и обоснования войны, что усугубило разочарование.

#### Подъем антивоенных движений
Война стала катализатором мощного антивоенного движения, протесты, демонстрации и активизм стали заметными чертами американской жизни в 1960-х и 1970-х годах. Такие группы, как «Студенты за демократическое общество» (SDS) и «Ветераны Вьетнама против войны» (VVAW), мобилизовали граждан по всей стране, выступая за мир и ответственность. Этот активизм заложил основу для будущих общественных движений, включая те, которые были сосредоточены на гражданских правах, правах женщин и экологических проблемах.

#### Проблемы реинтеграции ветеранов
Многие ветераны Вьетнама вернулись домой в общество, которое было разделено из-за войны. В отличие от предыдущих конфликтов, где вернувшихся солдат часто чествовали, многие ветераны столкнулись с враждебностью и безразличием. Психологические последствия войны, включая посттравматическое стрессовое расстройство (ПТСР), усугубили их борьбу, что привело к таким проблемам, как бездомность, безработица и злоупотребление наркотиками. Отсутствие адекватной поддержки ветеранов еще больше подчеркнуло неспособность общества удовлетворить потребности тех, кто служил.

#### Отражение в искусстве
Война во Вьетнаме и ее последствия вдохновили волну художественного выражения в различных средствах массовой информации. Литература, кино и музыка стали средствами для исследования сложностей войны, травм и общественного разочарования. Известные работы включают:
Литература: «The Things They Carried» Тима О'Брайена и «Dispatches» Майкла Херра дают пронзительные отчеты о военном опыте и его психологических последствиях.
Фильмы: Такие фильмы, как «Апокалипсис сегодня», «Взвод» и «Цельнометаллическая оболочка», изображают ужасы войны и моральные неопределенности, с которыми сталкиваются солдаты, отражая общественную травму, связанную с Вьетнамом.
Музыка: Такие песни, как «Fortunate Son» группы Creedence Clearwater Revival и «Give Peace a Chance» Джона Леннона, воплощали антивоенные настроения и стали гимнами движения.

#### Культурная память и поминовение
Война во Вьетнаме была значительной частью американской культурной памяти, часто характеризующейся темами травмы, утраты и разочарования. Термин «Вьетнамский синдром» отражает коллективную память о непопулярности войны и психологических шрамах, которые она оставила на ветеранах и обществе. Общественный дискурс вокруг войны часто подчеркивает уроки, извлеченные из военного вмешательства, и важность чествования ветеранов.

#### Рассказы ветеранов
многие ветераны войны во Вьетнаме делились своим опытом через мемуары, интервью и художественные выражения. Эти рассказы часто подчеркивают психологическое воздействие войны, проблемы реинтеграции в гражданскую жизнь и стигму, связанную с тем, чтобы быть ветераном войны во Вьетнаме. Такие работы, как «Если я умру в зоне боевых действий» Тима О’Брайена и «Рожденный четвертого июля» Ковик, Рон, содержат личные рассказы, которые вносят вклад в культурную память о войне.

#### Мемориализация
Мемориал ветеранов Вьетнама, открытый в 1982 году в Вашингтоне, округ Колумбия, является трогательным символом памяти. Мемориал, спроектированный Майей Лин, содержит имена более 58 000 военнослужащих, погибших или пропавших без вести во время войны во Вьетнаме. Отражающая поверхность дизайна приглашает посетителей к воспоминанию павших и стала местом паломничества для ветеранов и их семей.

## Влияние Вьетнамского Синдрома
Вьетнамский синдром оказал значительное и долгосрочное влияние на военные и внешнеполитические решения США в десятилетия после войны во Вьетнаме. Это явление, характеризующееся общественной настороженностью в отношении военного вмешательства и желанием избежать еще одного затяжного конфликта, повлияло на различные аспекты американских внешних отношений и военной стратегии. Вот некоторые ключевые исторические факты, иллюстрирующие это влияние:

#### Доктрина Пауэлла (1980-е годы)
Доктрина Пауэлла — это набор принципов использования военной силы, сформулированных генералом Колином Пауэллом, который занимал пост председателя Объединенного комитета начальников штабов в конце 1980-х и начале 1990-х годов. Доктрина возникла в контексте военных действий США после войны во Вьетнаме и была разработана для руководства американской военной стратегией в эпоху после Вьетнама. Доктрина Пауэлла была разработана в ответ на вызовы, с которыми столкнулись военные США во время войны во Вьетнаме, что оказало длительное влияние на американское общественное мнение относительно военного вмешательства. Доктрина подчеркивает важность четких целей, подавляющей силы и общественной поддержки военных действий.

###### Ключевые принципы
Военное взаимодействие должно иметь четкие и достижимые политические и военные цели. Миссия должна быть четко определена, чтобы гарантировать, что военные усилия соответствуют национальным интересам. Подавляющая сила: Когда военные действия считаются необходимыми, они должны проводиться с подавляющей силой, чтобы обеспечить быструю и решительную победу. Этот принцип направлен на минимизацию потерь и сокращение продолжительности конфликта. Также доктрина подчеркивает важность поддержания общественной поддержки военных действий. Лидеры должны донести обоснование военного вмешательства до американской общественности, чтобы обеспечить поддержку своих решений. Стратегия выхода: Доктрина Пауэлла выступает за четкую стратегию выхода до начала военных действий, гарантируя наличие плана вывода войск и постконфликтной стабильности. Реализация Доктрина Пауэлла была особенно применена во время войны в Персидском заливе в 1991 году, когда возглавляемая США коалиция успешно освободила Кувейт от иракской оккупации. Быстрая победа и четкие цели операции рассматривались как подтверждение принципов, изложенных в Доктрине Пауэлла.

#### Администрация Картера (1977—1981)
Внешняя политика президента Джимми Картера отражала осторожный подход, вытекающий из вьетнамского синдрома. Его администрация отдавала приоритет правам человека и дипломатии над военным вмешательством. Например, решение Картера прекратить поддержку авторитарных режимов в пользу поощрения прав человека было продиктовано желанием избежать осложнений, которые могли бы привести к повторению ситуации, подобной Вьетнаму.

#### Администрация Рейгана (1981—1989)
Хотя администрация Рейгана была более готова к военному вмешательству, чем ее предшественник, она все еще действовала под тенью вьетнамского синдрома. Военная интервенция США в Гренаду в 1983 году была относительно маломасштабной операцией, направленной на то, чтобы избежать ловушек затяжного конфликта. Администрация Рейгана также подчеркивала важность создания коалиций и добивалась одобрения Конгресса на военные действия, что отражало более осторожный подход.

#### Война в Персидском заливе (1990—1991)
Ответ США на вторжение Ирака в Кувейт был сформирован на основе уроков Вьетнама. Война в Персидском заливе характеризовалась массивной коалицией международных сил, четкими целями и подавляющей военной силой. Успех операции был частично обусловлен уроками, извлеченными из Вьетнама, что привело к более решительной и хорошо скоординированной военной кампании. Быстрая победа помогла смягчить некоторые страхи, связанные с военным вмешательством, которые сохранялись со времен Вьетнама.

#### Гуманитарные интервенции и «Новый мировой порядок»
Новый мировой порядок: эта концепция возникла после холодной войны и относится к новому периоду международных отношений, характеризующемуся возросшим сотрудничеством между странами, продвижением демократии и использованием военной силы в гуманитарных целях. После окончания холодной войны Соединенные Штаты стали единственной сверхдержавой, что привело к переоценке ее военной и внешней политики. Распад Советского Союза в 1991 году создал геополитическую среду, в которой США могли действовать более свободно в международных делах, часто под лозунгом продвижения демократии и прав человека. В 1990-х годах военная стратегия США изменилась в сторону гуманитарных интервенций, что было обусловлено желанием предотвратить зверства и способствовать стабильности в конфликтных регионах. Однако сохраняющиеся последствия вьетнамского синдрома заставили политиков с осторожностью относиться к отправке наземных войск без четких целей и общественной поддержки.

#### Надзор Конгресса и Закон о военных полномочиях
После Вьетнама Конгресс стремился восстановить свою власть над военными действиями с помощью Закона о военных полномочиях 1973 года. Согласно Резолюции о военных полномочиях 1973 г. Президент обязан докладывать Конгрессу о направлении боевых сил за границу в течение 48 часов после их использования и не может посылать войска за границу более чем на 60 дней без согласия Конгресса (это правило не распространяется на корпус морской пехоты)

#### Влияние на военную стратегию
После войны во Вьетнаме и связанной с ней травмы вьетнамского синдрома военная стратегия США сместилась в сторону более осторожного подхода к военному участию. Лица, принимающие решения, стали больше осознавать потенциальную общественную реакцию на военные действия и важность достижения четких, достижимых целей.
Доктрина «ограниченной войны» Концепция «ограниченной войны» получила распространение, поскольку военные лидеры стремились избежать ловушек крупномасштабных, открытых конфликтов, таких как Вьетнам. Этот подход подчеркивал необходимость определенных целей, стратегий выхода и минимизации жертв среди гражданского населения для сохранения общественной поддержки. Опыт войны во Вьетнаме побудил провести значительные реформы в вооруженных силах США. Например, Закон Голдуотера-Николса 1986 года был направлен на улучшение военной координации и совместных операций, отражая уроки, извлеченные из прошлых конфликтов.
Фокус на противоповстанческой борьбе: война во Вьетнаме выявила сложности противоповстанческой войны, что привело к переоценке военной подготовки и стратегии. Американские военные начали уделять больше внимания тактике и стратегии борьбы с повстанцами в последующих конфликтах, особенно в Ираке и Афганистане.

#### Общественное мнение и освещение в СМИ
Первоначальная поддержка войны во Вьетнаме: В первые годы участия США во Вьетнаме (1960—1965) общественное мнение в значительной степени поддерживало войну, движимое настроениями холодной войны и верой в «теорию домино», которая предполагала, что падение одной страны к коммунизму может привести к распространению коммунизма в соседних странах. По мере эскалации войны и увеличения потерь общественная поддержка начала ослабевать. К 1968 году Тетское наступление, крупная военная кампания северовьетнамских сил, потрясло американскую общественность и сыграло решающую роль в изменении восприятия войны. Наглядное освещение наступления в СМИ противоречило оптимистичным изображениям правительства США, что привело к массовым протестам и росту антивоенных настроений.

#### Знаковые изображения и репортажи
Известные изображения, такие как фотография вьетнамской девочки, убегающей от напалмовой атаки (Napalm Girl Ника Ута), иллюстрировали ужасы войны и способствовали росту инакомыслия. Такие журналисты, как Уолтер Кронкайт, который, как известно, заявил, что войну невозможно выиграть после Тетского наступления, оказали значительное влияние на общественное мнение.

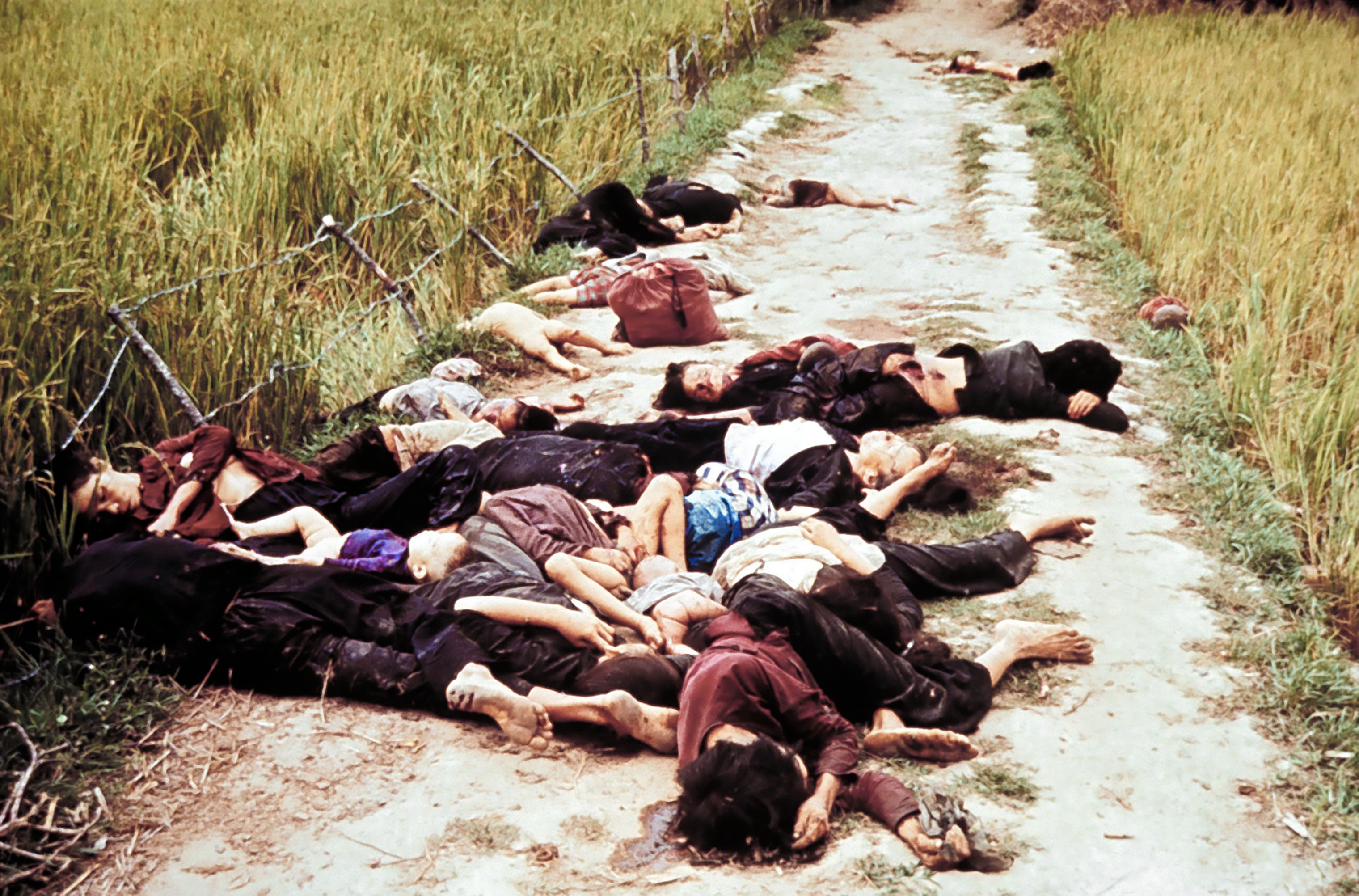
Убитые мирные жители в Сонгми. Фотография Рональда Хэберли

Критика правительственных сообщений: освещение в СМИ часто подчеркивало несоответствия между официальными заявлениями правительства и реалиями на местах. Расследовательская журналистика выявила такие проблемы, как резня в Ми Лае, где американские войска убили сотни безоружных вьетнамских мирных жителей, что еще больше подорвало доверие общественности к правительству.

#### Долгосрочные эффекты для набора в армию и морального духа
Снижение уровня добровольцев: После войны во Вьетнаме наблюдалось заметное снижение числа лиц, желающих вступить в армию. Негативное общественное восприятие войны во Вьетнаме и связанная с ней травма способствовали нежеланию вступать в вооруженные силы.
Переход к полностью добровольческим силам: Эпоха войны во Вьетнаме ознаменовалась окончанием призыва в 1973 году, что привело к переходу армии США на полностью добровольческий принцип. Наследие вьетнамского синдрома сыграло свою роль в этом сдвиге, поскольку общественное мнение было настроено против призыва, и многие относились к военной службе со скептицизмом.
Проблемы с набором в 1970-е годы: Первые годы полностью добровольческой армии были отмечены проблемами с набором. Восприятие военной службы как опасной и часто морально неоднозначной затрудняло привлечение новых рекрутов. Военным пришлось внедрить различные стимулы, такие как образовательные льготы и бонусы, чтобы поощрить зачисление.

## Конец Вьетнамского Синдрома
Понятие Вьетнамского синдрома начало ослабевать в конце 20-го века, особенно после войны в Персидском заливе в 1991 году, когда быстрая и решительная военная победа над Ираком, казалось, восстановила уверенность Америки в военных интервенциях. Успех операции «Буря в пустыне» заставил некоторых утверждать, что уроки Вьетнама были усвоены, и что США могут участвовать в военных действиях, не испытывая тех же политических и психологических последствий. Однако последующие конфликты в Ираке и Афганистане подняли новые вопросы о применимости Вьетнамского синдрома, поскольку эти войны выявили схожие проблемы общественной поддержки, военной стратегии и долгосрочные последствия иностранных интервенций.

## [15]См. также
- Война Во Вьетнаме
- ПТСР
- Война в Персидском заливе